# Wim Segers (ontwerper)
Wim Segers (Maaseik, 1958) is een Vlaams industrieel ontwerper.

## Toelichting
Wim Segers, industrieel vormgever van opleiding afdeling Productdesign aan de LUCA School of Arts campus te Genk, leidt de ontwerpstudio Segers in samenwerking met zijn partner grafisch ontwerpster Rita Westhovens en zijn twee zonen en verschillende medewerkers. De studio Segers is een creatieve studio voor architectuur, productdesign en grafische vormgeving. De wederzijdse beïnvloeding tussen productdesign en grafische vormgeving geeft een meerwaarde aan hun ontwerpen. Het ontwerpbureau mag bekende zowel Belgische als internationale bedrijven zoals Vasco, Tribù, Mecam en Saunaco tot zijn cliènteel rekenen.

## Onderscheiding
2022: Henry Van de Velde Lifetime Achievement Award. De jury loofde Segers om zijn no-nonsense design en integrale aanpak die garant staan voor professionaliteit, tijdloze eenvoud, functionaliteit en duurzaamheid.